# Kurt Zouma
Kurt Happy Zouma (ur. 27 października 1994 w Lyonie) – francuski piłkarz środkowoafrykańskiego pochodzenia, występujący na pozycji obrońcy. W latach 2015–2021 reprezentant Francji.

## Kariera klubowa
Zouma dołączył do AS Saint-Étienne w 2009 roku. 2 kwietnia 2011 roku podpisał profesjonalny kontrakt z klubem, który miał trwać trzy lata. Do drużyny seniorów awansował podczas sezonu 2011/12. Zouma zadebiutował w Les Verts 31 sierpnia 2011 roku w wygranym 3-1 meczu Pucharu Francji z Girondins Bordeaux. 20 kwietnia 2013 roku Zouma brał udział w Finale Pucharu Ligi Francuskiej z Rennes. W tym meczu zwyciężyła drużyna Saint-Étienne 1-0.
31 stycznia 2014 roku Zouma dołączył do Chelsea i podpisał pięcioletni kontrakt. Koszt transferu wyniósł 14,5 mln €. Jednak do Saint-Étienne został wypożyczony do końca sezonu. Zouma w Chelsea zadebiutował w meczu towarzyskim z Wycombe Wanderers. Pierwszego gola strzelił w meczu towarzyskim z Olimpiją Ljubljaną. 1 marca 2015 roku Zouma wystąpił w Finale Pucharu Ligi z Tottenhamem, a Chelsea wygrała 2-0.

## Kariera reprezentacja
Zouma reprezentował Francję w reprezentacjach młodzieżowych U-16 i U-17. Wystąpił z zespołem U-17 na Mistrzostwach Świata w 2011 roku.

## Statystyki kariery
| Sezon   | Klub             | Rozgrywki      | Mecze | Bramki | Rozgrywki Europy   | Mecze | Bramki |
| ------- | ---------------- | -------------- | ----- | ------ | ------------------ | ----- | ------ |
| 2011/12 | AS Saint-Étienne | Ligue 1        | 21    | 2      | -                  | -     | -      |
| 2012/13 | AS Saint-Étienne | Ligue 1        | 18    | 2      | -                  | -     | -      |
| 2013/14 | AS Saint-Étienne | Ligue 1        | 24    | 0      | Liga Europy UEFA   | 3     | 0      |
| 2014/15 | Chelsea          | Premier League | 15    | 0      | Liga Mistrzów UEFA | 4     | 0      |
| 2015/16 | Chelsea          | Premier League | 23    | 1      | Liga Mistrzów UEFA | 6     | 1      |
| 2016/17 | Chelsea          | Premier League | 9     | 0      | -                  | -     | -      |
| 2019/20 | Chelsea          | Premier League | 22    | 0      | Liga Mistrzów UEFA | 6     | 0      |
| 2020/21 | Chelsea          | Premier League | 24    | 5      | Liga Mistrzów UEFA | 5     | 0      |
| 2017/18 | Stoke City       | Premier League | 34    | 1      | -                  | -     | -      |
| 2018/19 | Everton          | Premier League | 32    | 3      | -                  | -     | -      |
| 2021/22 | West Ham United  | Premier League | 13    | 1      | Liga Europy UEFA   | 1     | 0      |

Stan na: 9 lutego 2022 r.

## Sukcesy

### Saint-Étienne
- Puchar Ligi Francuskiej: 2012/2013

### Chelsea
- Mistrzostwo Anglii: 2014/2015, 2016/2017
- Puchar Ligi Angielskiej: 2014/2015
- Liga Mistrzów UEFA: 2020/2021
- Superpuchar Europy UEFA: 2021

### Reprezentacyjne
- Mistrzostwo świata U-20: 2013

### Wyróżnienia
- Młody zawodnik roku Chelsea: 2014/2015

## Życie prywatne
Rodzice Zoumy wyemigrowali do Francji z Republiki Środkowoafrykańskiej. Jego brat Lionel, również jest piłkarzem i występował m.in. w FC Sochaux-Montbéliard. 
W lutym 2022 r. Królewskie Towarzystwo Opieki nad Zwierzętami odebrało piłkarzowi dwa koty tuż po tym, jak media obiegł krótki filmik, na którym Zouma bije i kopie swoje zwierzę. Za swój czyn został skazany na 180 godzin prac społecznych i pięcioletni zakaz posiadania kotów.